# Kazuki Egashira
Kazuki Egashira (født 13. maj 1997) er en japansk fodboldspiller, som spiller for den japanske fodboldklub Iwate Grulla Morioka.